# The Power to Forgive
The Power to Forgive è un cortometraggio muto del 1914 diretto da George Stanley.

## Produzione
Il film fu prodotto dalla Vitagraph Company of America.

## Distribuzione
Distribuito dalla General Film Company, il film - un cortometraggio in una bobina - uscì nelle sale cinematografiche statunitensi l'11 giugno 1914.